# Longraye
Longraye és un municipi francès situat al departament de Calvados i a la regió de Normandia. L'any 2007 tenia 234 habitants.

## Demografia

### Població
El 2007 la població de fet de Longraye era de 234 persones. Hi havia 84 famílies de les quals 16 eren unipersonals (8 homes vivint sols i 8 dones vivint soles), 24 parelles sense fills, 32 parelles amb fills i 12 famílies monoparentals amb fills.
La població ha evolucionat segons el següent gràfic:
Habitants censats

### Habitatges
El 2007 hi havia 95 habitatges, 86 eren l'habitatge principal de la família, 5 eren segones residències i 4 estaven desocupats. Tots els 93 habitatges eren cases. Dels 86 habitatges principals, 67 estaven ocupats pels seus propietaris, 18 estaven llogats i ocupats pels llogaters i 1 estava cedit a títol gratuït; 1 tenia una cambra, 5 en tenien dues, 11 en tenien tres, 26 en tenien quatre i 43 en tenien cinc o més. 52 habitatges disposaven pel capbaix d'una plaça de pàrquing. A 31 habitatges hi havia un automòbil i a 50 n'hi havia dos o més.

### Piràmide de població
La piràmide de població per edats i sexe el 2009 era:
| Homes | Edats   | Dones |
| ----- | ------- | ----- |
| 0     | 95 o +  | 0     |
| 0     | 90 a 94 | 4     |
| 0     | 85 a 89 | 0     |
| 0     | 80 a 84 | 0     |
| 4     | 75 a 79 | 4     |
| 4     | 70 a 74 | 4     |
| 8     | 65 a 69 | 8     |
| 8     | 60 a 64 | 4     |
| 12    | 55 a 59 | 8     |
| 4     | 50 a 54 | 4     |
| 8     | 45 a 49 | 4     |
| 12    | 40 a 44 | 16    |
| 12    | 35 a 39 | 4     |
| 0     | 30 a 34 | 4     |
| 12    | 25 a 29 | 8     |
| 0     | 20 a 24 | 4     |
| 4     | 15 a 19 | 8     |
| 8     | 10 a 14 | 20    |
| 16    | 5 a 9   | 4     |
| 0     | 0 a 4   | 4     |

## Economia
El 2007 la població en edat de treballar era de 151 persones, 126 eren actives i 25 eren inactives. De les 126 persones actives 120 estaven ocupades (69 homes i 51 dones) i 6 estaven aturades (4 homes i 2 dones). De les 25 persones inactives 4 estaven jubilades, 10 estaven estudiant i 11 estaven classificades com a «altres inactius».

### Ingressos
El 2009 a Longraye hi havia 84 unitats fiscals que integraven 223 persones, la mediana anual d'ingressos fiscals per persona era de 17.850 €.

### Activitats econòmiques
Dels 6 establiments que hi havia el 2007, 3 eren d'empreses de construcció, 1 d'una empresa de comerç i reparació d'automòbils, 1 d'una empresa d'informació i comunicació i 1 d'una empresa de serveis.
L'únic servei als particulars que hi havia el 2009 era un paleta.
L'any 2000 a Longraye hi havia 11 explotacions agrícoles.

## Poblacions més properes
El següent diagrama mostra les poblacions més properes.